# Pomoleuctra purcellana
Pomoleuctra purcellana är en bäcksländeart som först beskrevs av Sheffield Airey Neave 1934.  Pomoleuctra purcellana ingår i släktet Pomoleuctra och familjen smalbäcksländor. Inga underarter finns listade i Catalogue of Life.